# Berlin–Palermo vasúti tengely

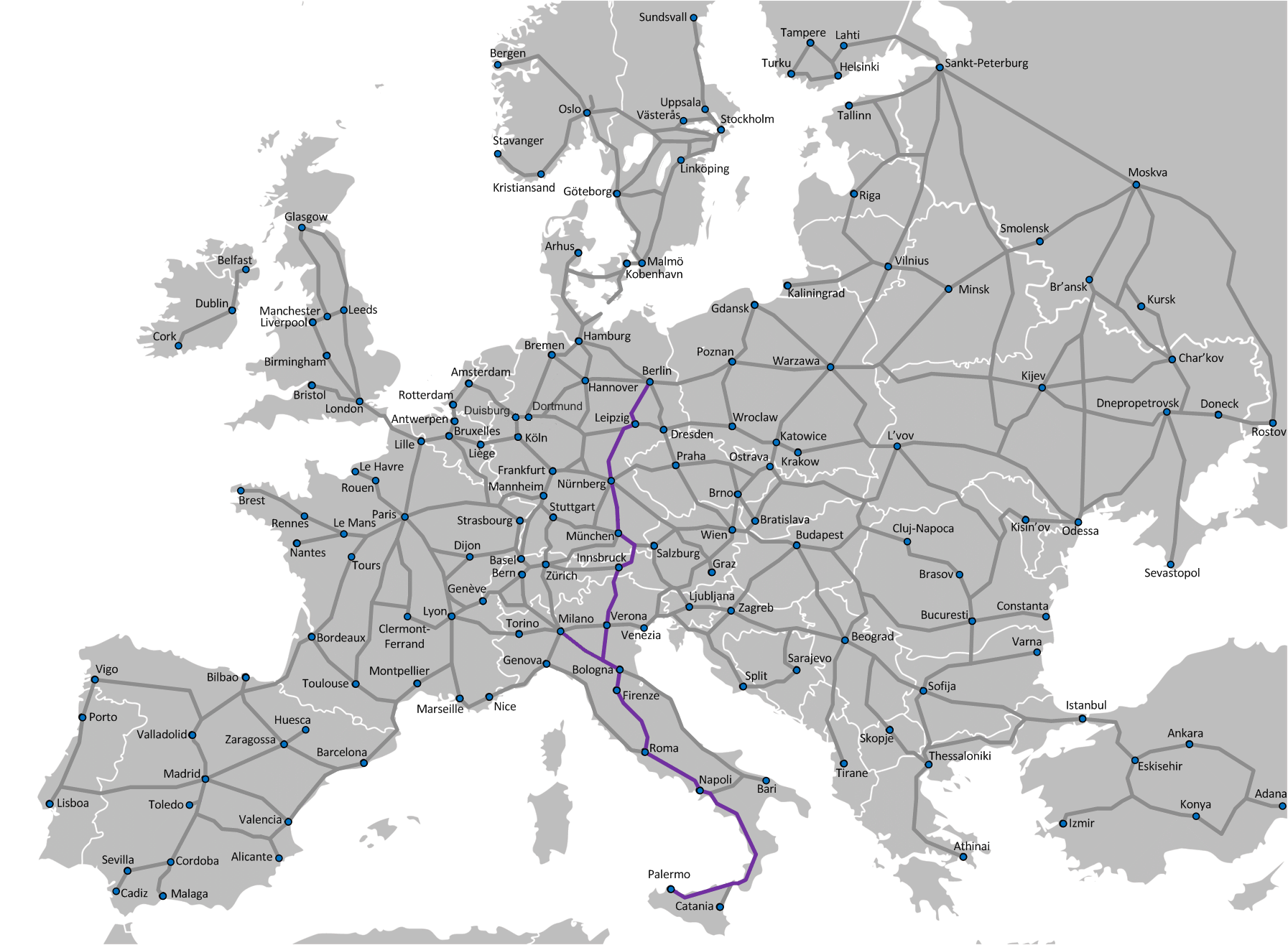
A vasúti tengely elhelyezkedése

A Berlin–Palermo vasúti tengely (németül: Eisenbahnachse Berlin-Palermo, olaszul: Asse ferroviario Berlino-Palermo) a transzeurópai nagysebességű vasúthálózat (TEN-R) 1. számú projektje, amely egy 2200 kilométer hosszú, Berlin és Palermo közötti nagysebességű vasútvonal megépítését jelenti. A tengelyt Közép- és Dél-Európa egyik fő közlekedési kapcsolataként jelölték ki, Németországon, Ausztrián és Olaszországon keresztül haladva.

## EU koordinátor
Az Európai Unió 2005. július 20-án koordinátorokat nevezett ki az öt nagy transzeurópai vasúti közlekedési projektre, hogy felgyorsítsa a projektek megvalósítását. A Berlin-Palermo vasúti folyosó koordinálására a belga Karel Van Miertet nevezte ki, akit 2009 júniusában bekövetkezett halála után az ír Pat Cox követett.